# Amphilochus filidactylus
Amphilochus filidactylus är en kräftdjursart. Amphilochus filidactylus ingår i släktet Amphilochus och familjen Amphilochidae. Inga underarter finns listade i Catalogue of Life.